# Steffen Mues

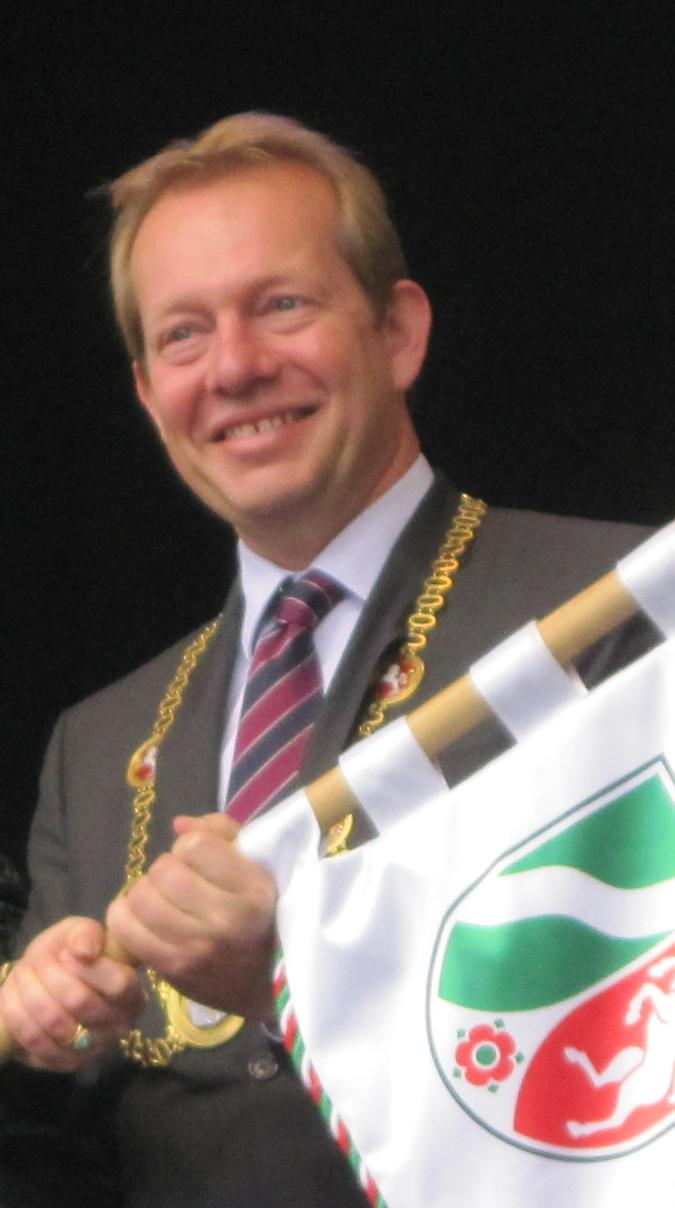
Steffen Mues als Gastgeber des Nordrhein-Westfalen-Tags 2010

Steffen Mues [muːs] (* 11. Februar 1965 in Wuppertal) ist ein deutscher Jurist und Politiker (CDU). Seit dem 1. Oktober 2007 ist er Bürgermeister der Universitätsstadt Siegen.

## Leben und Beruf
Nach dem Abitur am Gymnasium Am Löhrtor in Siegen 1984 absolvierte Mues eine Ausbildung zum Bankkaufmann bei der Deutschen Bank in Siegen. Anschließend studierte er Rechtswissenschaften an der Rheinischen Friedrich-Wilhelms-Universität in Bonn. Von 1993 bis 1995 war er Rechtsreferendar beim Landgericht Siegen. Der Jurist absolvierte eine Fachfortbildung zum Fachanwalt für Arbeitsrecht und Fachanwalt für Steuerrecht und war von 1996 bis 2003 als Rechtsanwalt am Landgericht Siegen zugelassen.

## Partei und Politik
Mues trat 1981 in die CDU ein. Seit 1983 war Mues kommunalpolitisch in Ausschüssen der Stadt Siegen aktiv. Bei der Kommunalwahl 1999 wurde er als CDU-Direktkandidat in den Rat der Stadt Siegen gewählt, dem er bis zu seiner Wahl zum Beigeordneten der Stadt Siegen 2003 angehörte. Am 1. Oktober 2003 wurde Mues Beigeordneter der Stadt Siegen für Schule, Kultur, Sport, Jugend und Soziales.
Bei der Bürgermeisterwahl am 9. September 2007 wurde Mues als CDU-Bürgermeisterkandidat mit rund 59 Prozent der Stimmen in einem zweiten bei der Bürgermeister-Wahl erforderlich gewordenen Stichwahlgang zum Bürgermeister der Stadt Siegen als Nachfolger des aus Altersgründen ausgeschiedenen Ulf Stötzel gewählt.
Mues wurde nach den von der CDU/FDP in Nordrhein-Westfalen geänderten Bürgermeister-Wahlregelungen für eine Amtszeit von sieben Jahren – über die laufende Wahlperiode des Stadtrates 2009 hinaus – bis zum Ende der übernächsten kommunalen Wahlperiode des Rates der Stadt im Jahr 2014 gewählt.
Im Mai 2014 wurde Mues bei der von der SPD/Grünen-Mehrheit im NRW-Landtag wieder an die Wahlperiode der Gemeinderäte angeglichenen Bürgermeister-Wahlen bereits im ersten Wahlgang mit rund 56 Prozent für eine weitere Amtszeit bis 2020 wiedergewählt.
Bei der Bürgermeisterwahl am 13. September 2020 wurde Mues im ersten Wahlgang mit 57,58 % im Amt bestätigt.
Kraft Amtes ist Mues seit 2007 Aufsichtsratsmitglied der Kommunalen Entwicklungsgesellschaft Siegen GmbH  und der Siegener Versorgungsbetriebe GmbH sowie seit der Neugründung 2020 der Stadtmarketing Siegen GmbH und der Stromnetzgesellschaft Siegen GmbH. Des Weiteren ist er Beiratsmitglied der Energieunternehmen Rhenag, Westenergie und RWE.
Als gelernter Bankkaufmann bringt er seine Kenntnisse darüber hinaus als Vorsitzender von Verwaltungsrat, Bilanzprüfungsausschuss und Risikoausschuss in Gremien der Sparkasse Siegen sowie seit 2009 als stellv. Verwaltungsratsmitglied bzw. 2021 als ordentliches Mitglied des Sparkassenverbandes Westfalen-Lippe ein.
Seit 2010 ist Mues Vorstandsmitglied des Städtetages Nordrhein-Westfalen und seit 2020 Hauptausschussmitglied im Deutschen Städtetag. Seit 2020 ist er außerdem Vorsitzender des Presseausschusses des Deutschen Städtetages.
Mues setzte über zwischenparteiliche Differenzen hinweg eine historische Klarstellung der Stadtgeschichte durch. Anlässlich des jährlichen Gedenkens an die Bombardierung von Siegen im Zweiten Weltkrieg hatten im Jahr 2008 erstmals Rechtsextremisten demonstriert. Im folgenden Jahr beschränkte sich die krankheitsbedingt nicht persönlich vorgetragene Rede des Bürgermeisters zu diesem Gedenktag nicht mehr wie üblich auf diese Bombardierung, sondern benannte den Faschismus als ursächlich, drückte seinen Stolz über die jüngsten Proteste gegen diesen aus und gedachte auch der Opfer jener Angriffe, die von Siegen ausgegangenen waren. Zuvor war es wegen dieser Thematisierung zur Niederlegung von Ämtern in Mues' eigener Fraktion gekommen. Letztlich unterstützten alle Fraktionen den Vorstoß, auch jene, die ursprünglich nur der eigenen Opfer gedacht wissen wollten. Im nächsten Jahr blieb die rechtsextreme Kundgebung an diesem Gedenktag aus. Geblieben ist, dass die vor Jahrzehnten initiierten alternativen Stadtrundgänge zu Orten nationalsozialistischer Missachtung der Menschenrechte nun insbesondere an diesem Gedenktag und mit ausdrücklicher Unterstützung durch den Bürgermeister erfolgen.
Während seiner gesamten Amtszeit setzte sich Mues gegen Rassismus, Antisemitismus und rechtsradikale Organisationen ein. Viel beachtet war seine Rede anlässlich der Demonstration „Nie wieder ist jetzt“ am 25. Januar 2024 auf dem Bismarckplatz in Siegen.
Gegen die Stimmen seiner Fraktion sprach sich Mues außerdem für die Umbenennung nationalsozialistisch belasteter Straßennamen aus, was dann letztlich auch mit einer Stimme Mehrheit vom Rat der Stadt Siegen am 19. Oktober 2022 beschlossen wurde.